# Essai Proctor
 (avril 2016).
Si vous disposez d'ouvrages ou d'articles de référence ou si vous connaissez des sites web de qualité traitant du thème abordé ici, merci de compléter l'article en donnant les références utiles à sa vérifiabilité et en les liant à la section « Notes et références ».

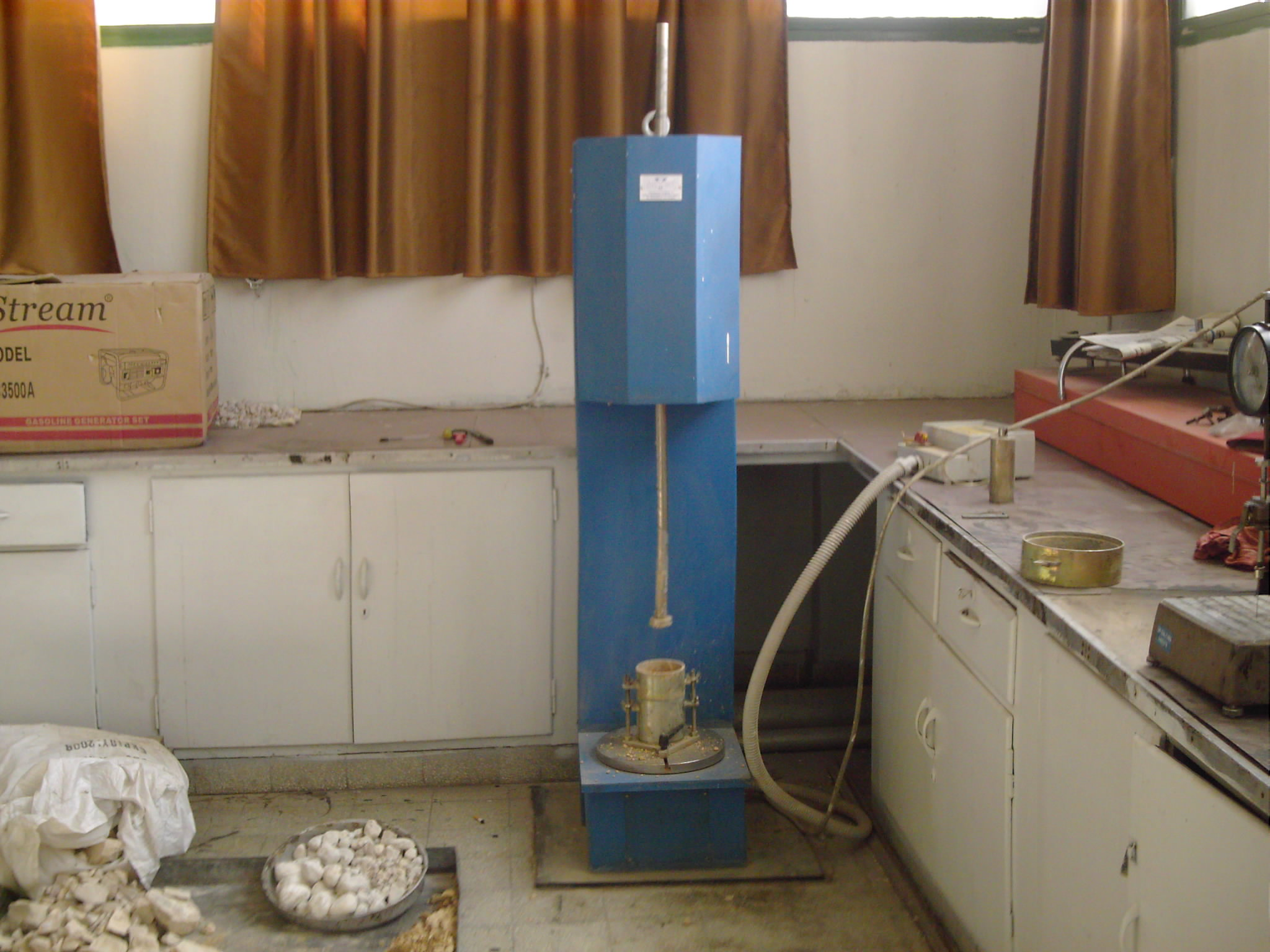
Matériel Proctor utilisé dans des tests de compactage.

L'essai Proctor, mis au point par l'ingénieur Ralph R. Proctor (de) (1933), est un essai géotechnique qui permet de déterminer la teneur en eau nécessaire pour obtenir la densité sèche maximale d'un sol granulaire (ou non) par compactage à une énergie fixée (poids de dame, nombre de coups et dimensions normés).
Le protocole de l'essai Proctor suit la norme NF P 94-093 (détermination des références de compactage d'un matériau). Les valeurs obtenues par l'essai sont notées {\displaystyle w_{OPN}} pour la teneur en eau optimale, et {\displaystyle \rho _{OPN}} pour la masse volumique sèche optimale. Une autre référence peut être déterminée pour une énergie supérieure (notamment pour des couches de chaussées granulaires), il s'agit de l'optimum Proctor modifié (OPM).

## Histoire
Au début des années 1930, Proctor trouve une solution pour déterminer la densité maximum des sols. Dans un environnement contrôlé (pour un volume contrôlé), le sol peut être compacté jusqu'à un point où il n'y a plus qu'un minimum d'air présent dans le sol, simulant les conditions d'un sol in situ. À partir de là, la densité sèche peut être déterminée en mesurant simplement le poids du sol avant et après compactage, calculant la teneur en eau et la densité sèche.
De nos jours, cet essai est fréquemment utilisé en France en ingénierie géotechnique pour catégoriser les sols selon la classification préconisée par le GTR(Guide des terrassements routiers - norme NF P11-300) et ainsi déterminer la méthode la plus adaptée pour le compactage des matériaux dans le cas d'une construction de route. En effet, lors du terrassement, les matériaux mis en remblai doivent être les plus compacts possible, afin de s'assurer de leur stabilité une fois l'ouvrage en exploitation.

## Principe
Pour bien comprendre le test, il suffit de faire l'expérience sur une plage : en allant vers la mer, le sable  en amont est très sec. On s'enfonce facilement dedans. Sa compacité est très faible. Plus on avance vers la mer, plus la teneur en eau augmente, et moins on s'enfonce en marchant sur le sable jusqu'à obtenir une compacité optimum. Le sable est alors très dur sous les pieds (il est proche de la saturation : il n'y a presque plus d'air présent dans le sol). Ensuite, quand on s'approche encore de la mer, on s'enfonce de nouveau. Le sable est saturé en eau et sa compacité est amoindrie. La courbe déterminée par l'essai Proctor diminue alors. Ce résultat dépend de chaque sol et n'est donc pas théorique mais expérimental.

## Mode opératoire

### Mesure en laboratoire
L'essai consiste à damer un échantillon de sol de manière définie et répétitive en faisant varier sa teneur en eau. La mesure régulière de la teneur en eau et de la masse volumique sèche du matériau, une fois reportée sur un graphique, permet d'obtenir une courbe en cloche. L'optimum est alors déterminé par le point maximal de la courbe qui donne la teneur en eau optimale pour une masse volumique maximum.
Les caractéristiques du creuset et de la dame utilisées pour l'essai sont explicitement définis par la norme NF P 94-093, et correspondent aux conditions de compactage classique d'un engin de chantier pour les terrassements. L'essai permet alors de mesurer l'optimum Proctor normal ({\displaystyle W_{OPN}}  et {\displaystyle \gamma _{OPN}}). L'énergie déployée lors de l'essai Proctor normal est équivalente à celles des compacteurs utilisés. La mise en œuvre en couches plus minces ou en déployant une énergie supplémentaire nécessite une adaptation des conditions de compactage de laboratoire. L'essai s'appelle alors essai Proctor modifié ({\displaystyle W_{OPM}}  et {\displaystyle \gamma _{OPM}}).

### Mesurein situ
Cet essai est réalisé en laboratoire d'analyse de sol. Sur site, on mesure des masses volumiques des sols par différentes méthodes (gammadensimétrie…) que l'on compare à la valeur de référence Proctor, le résultat de cette mesure est divisé par la densité sèche maximale  {\displaystyle \gamma _{OPN}} pour obtenir le taux de compactage du sol en place. Le GTR demande classiquement un taux de compactage supérieur à 95 %.

### Utilisation de l'essai Proctor dans les travaux de compactage de sols
En travaux publics, lors de la construction d'un stock de terre (un remblai), l'objectif va être de compacter le sol afin à la fois de stocker un maximum de matériau dans le volume donné, et aussi d'augmenter la stabilité du remblai pour éviter les phénomènes de glissement. L'essai Proctor permet de connaître la densité maximale possible d'un matériau, et sa teneur en eau nécessaire pour aboutir à cette densité. 
En remblai, si le matériau est trop sec ({\displaystyle W<W_{OPN}}), il faudra alors l'humidifier (le plus souvent à l'aide d'une sous-soleuse et d'un malaxeur). S'il est trop humide ({\displaystyle W>W_{OPN}}), il faudra l'aérer jusqu'à obtenir la teneur en eau OPN. Une fois la teneur en eau optimale atteinte, le compacteur roule sur le matériau, jusqu'à atteindre la compacité maximum ({\displaystyle \gamma _{OPN}}). 
En couche de forme, la portance exigée par la structure de la chaussée est beaucoup plus importante qu'en remblai. De ce fait l'énergie de compactage est plus grande, 2 700 J pour essais Proctor modifié contre environ 600 J pour l'essai Normal. Dans le cadre du guide des terrassements routiers, GTR, les conditions à respecter pour un sol sont un nombre de passes plus grand pour une teneur en eau optimale WOPM. La portance est mesurée à long terme notamment à l'essai à la plaque, avant de réaliser la structure de chaussée pour vérifier que la portance de la plateforme est conforme au dimensionnement retenu.

## Autres essais
Le département des Transports de Californie (California Department of Transportation) a développé un test similaire, le « California Test 216 », qui mesure la densité humide maximale (maximum wet density), et contrôle les efforts de compactage selon le poids, et non le volume, de l'échantillon testé. L'avantage premier de ce test est que les résultats du test de densité maximum sont disponibles plus rapidement, car il n'est pas nécessaire d'attendre l'évaporation de l'échantillon testé.
Il existe aussi un test ASTM D4253 qui utilise une table vibrante utilisant des vibrations standard pour une durée standard pour densifier le sol. Cette méthode prévient les ruptures des particules, mais est uniquement utilisable pour un sol granulaire. Ce test inclut aussi une méthode pour déterminer la densité minimum du sol. 
Les densités du sol en place sont comparées aux maximums et aux minimums pour obtenir une densité relative.